# Belgian Darts Open
| Belgian Darts Open  | Belgian Darts Open     |
| ------------------- | ---------------------- |
| Sportart            | Darts                  |
| Organisator         | PDC                    |
| Turnierart          | Ranglistenturnier      |
| Austragungsort      | Oktoberhallen, Lebbeke |
| Austragungszeitraum | wechselnd              |
| Rekordsieger        | Luke Littler (2×)      |
| amtierender Sieger  | Luke Littler           |
| Letzte Austragung   | 2025                   |
| Nächste Austragung  | 2026                   |

Die Belgian Darts Open ist ein Ranglistenturnier der Professional Darts Corporation. Es ist ein Event der European Darts Tour, welche im Rahmen der Pro Tour durchgeführt wird. Es wurde 2022 zum ersten Mal ausgetragen.

## Format
Das Turnier wird im K.-o.-System gespielt. Spielmodus ist in den ersten drei Runden best of 11 legs, im Halbfinale best of 13 legs und im Finale best of 15 legs.
Jedes leg wird im double-out-Modus gespielt.

## Preisgeld
Bei diesem Turnier werden insgesamt £ 175.000 an Preisgeldern ausgeschüttet.
Das Preisgeld verteilt sich unter den Teilnehmern wie folgt:
| Position (Anzahl der Spieler) | Position (Anzahl der Spieler) | Preisgeld |
| ----------------------------- | ----------------------------- | --------- |
| Gewinner                      | (1)                           | £ 30.000  |
| Finalist                      | (1)                           | £ 12.000  |
| Halbfinalisten                | (2)                           | £ 8.500   |
| Viertelfinalisten             | (4)                           | £ 6.000   |
| Achtelfinalisten              | (8)                           | £ 4.000   |
| Verlierer der 2. Runde        | (16)                          | £ 2.500   |
| Verlierer der Vorrunde        | (16)                          | £ 1.250   |
|                               |                               |           |
|                               |                               | £ 175.000 |

## Finalergebnisse
| Jahr | Austragungsort         | Sieger             | Ergebnis | Finalist       | Preisgeld  | Preisgeld |
| Jahr | Austragungsort         | Sieger             | Ergebnis | Finalist       | Gesamt     | Sieger    |
| ---- | ---------------------- | ------------------ | -------- | -------------- | ---------- | --------- |
| 2022 | Oktoberhallen, Lebbeke | Dave Chisnall      | 8 : 6    | Andrew Gilding | 0£ 140.000 | 0£ 25.000 |
| 2023 | Oktoberhallen, Lebbeke | Michael van Gerwen | 8 : 6    | Luke Humphries | 0£ 175.000 | 0£ 30.000 |
| 2024 | Oktoberhallen, Lebbeke | Luke Littler       | 8 : 7    | Rob Cross      | 0£ 175.000 | 0£ 30.000 |
| 2025 | Oktoberhallen, Lebbeke | Luke Littler       | 8 : 5    | Mike De Decker | 0£ 175.000 | 0£ 30.000 |

## Höchste Averages
Die Tabelle nennt die zehn höchsten Averages in der Turniergeschichte.
| #  | Spieler           | Jahr | Runde         | Average | Ergebnis   |
| -- | ----------------- | ---- | ------------- | ------- | ---------- |
| 1  | Ross Smith        | 2025 | 2. Runde      | 112,60  | Sieg       |
| 2  | Gerwyn Price      | 2025 | 2. Runde      | 112,42  | Sieg       |
| 3  | Luke Humphries    | 2024 | 2. Runde      | 110,65  | Sieg       |
| 4  | Luke Littler      | 2024 | Viertelfinale | 110,06  | Sieg       |
| 5  | Rob Cross         | 2024 | Finale        | 108,00  | Niederlage |
| 6  | Andreas Harrysson | 2024 | 1. Runde      | 107,27  | Sieg       |
| 7  | Josh Rock         | 2023 | 2. Runde      | 107,11  | Sieg       |
| 8  | Jonny Clayton     | 2022 | Achtelfinale  | 106,68  | Sieg       |
| 9  | José de Sousa     | 2022 | Achtelfinale  | 106,18  | Sieg       |
| 10 | Daryl Gurney      | 2025 | 1. Runde      | 105,99  | Sieg       |